# هيروكي إيبا
هيروكي إيبا (باليابانية: 相葉 裕樹) هو مغني وممثل ياباني، ولد في 1 أكتوبر 1987 في اليابان.

## وصلات خارجية
- هيروكي إيبا على موقع IMDb (الإنجليزية)
- هيروكي إيبا على موقع ديسكوغز (الإنجليزية)
- هيروكي إيبا على موقع قاعدة بيانات الفيلم (الإنجليزية)
- هيروكي إيبا على موقع كينوبويسك (الروسية)
- هيروكي إيبا على موقع ANN person (الإنجليزية)